# Krzysztof Słuszka
Krzysztof Słuszka herbu Ostoja (zm. 1620) – wojewoda wendeński. Brat Aleksandra Słuszki, wojewody trockiego i Mikołaja Słuszki rotmistrza, pułkownika w Inflantach. Spędził 12 lat na dworze cesarza Rudolfa II Habsburga, później wrócił do Polski i objął stanowisko wojewody wendeńskiego.